# Élections générales britanniques d'octobre 1974
Les élections générales britanniques d'octobre 1974 se sont déroulées le 10 octobre. Elles ont pour but d'obtenir une majorité à la Chambre des communes, les élections de février ayant engendré un parlement minoritaire sans majorité. Elles se soldent par une petite victoire des travaillistes.

## Sondages

Intentions de votes

## Analyse des résultats

### Victoire relative des travaillistes
Les travaillistes remportent ces élections, obtenant une majorité extrêmement réduite (trois sièges) qui, au fil des élections partielles et désistements, les obligera à passer des accords avec les libéraux, les unionistes d'Ulster et les nationalistes écossais et gallois durant toute la législature (1974-1979). C'est leur dernière victoire électorale avant les élections de 1997.

### Changement à la tête des conservateurs
À la suite de sa défaite, Edward Heath abandonne la direction du Parti conservateur à Margaret Thatcher.

### Record des nationalistes écossais
Le Parti national écossais réalise le meilleur résultat de son histoire en emportant 30,4 % des voix et 11 des 71 circonscriptions écossaises. Ce record reste inégalé jusqu'aux élections de 2015, où il remporte 56 sièges sur 59.

## Résultats
| Inscrits                                 | Inscrits                 | Inscrits                                                   | 40 072 970 |             |                       |                       |
| Abstentions                              | Abstentions              | Abstentions                                                | 10 883 866 | 27,16 %     |                       |                       |
| Votants                                  | Votants                  | Votants                                                    | 29 189 104 | 72,84 %     |                       |                       |
|                                          |                          |                                                            |            |             |                       |                       |
| Bulletins enregistrés                    | Bulletins enregistrés    | Bulletins enregistrés                                      | 29 189 104 |             |                       |                       |
| Bulletins blancs ou nuls                 | Bulletins blancs ou nuls | Bulletins blancs ou nuls                                   | 0          | 0 %         |                       |                       |
| Suffrages exprimés                       | Suffrages exprimés       | Suffrages exprimés                                         | 29 189 104 | 100 %       | 635 sièges à pourvoir | 635 sièges à pourvoir |
|                                          |                          |                                                            |            |             |                       |                       |
| Liste                                    | Tête de liste            | Fonction                                                   | Suffrages  | Pourcentage | Sièges acquis         | Var.                  |
| Parti travailliste                       | Harold Wilson            | Premier ministre du Royaume-Uni Chef du Parti travailliste | 11 457 079 | 39,25 %     | 319 / 635             | +18                   |
| Parti conservateur                       | Edward Heath             | Chef du Parti conservateur Chef de l'opposition officielle | 10 462 565 | 35,84 %     | 277 / 635             | −20                   |
| Parti libéral                            | Jeremy Thorpe            | Chef du Parti libéral                                      | 5 346 704  | 18,32 %     | 13 / 635              | −1                    |
| Parti national écossais                  | William Wolfe            |                                                            | 839 617    | 2,88 %      | 11 / 635              | +4                    |
| Parti unioniste d'Ulster                 | Harry West (en)          |                                                            | 256 065    | 0,88 %      | 6 / 635               | −1                    |
| Plaid Cymru                              | Gwynfor Evans            |                                                            | 166 321    | 0,57 %      | 3 / 635               | +1                    |
| Vanguard Unionist Progressive Party (en) | William Craig (en)       |                                                            | 92 262     | 0,32 %      | 3 / 635               | =                     |
| Parti social-démocrate et travailliste   | Gerry Fitt               |                                                            | 154 193    | 0,53 %      | 1 / 635               | =                     |
| Parti unioniste démocrate                | Ian Paisley              |                                                            | 59 451     | 0,2 %       | 1 / 635               | =                     |
| Independent Republican (en)              | Néant                    |                                                            | 32 795     | 0,11 %      | 1 / 635               | +1                    |
| Autres listes                            | Néant                    |                                                            | 322 052    | 1,1 %       | 0 / 635               |                       |